# Trochalus macrocerus
Trochalus macrocerus är en skalbaggsart som beskrevs av Moser 1916. Trochalus macrocerus ingår i släktet Trochalus och familjen Melolonthidae. Inga underarter finns listade i Catalogue of Life.